# Kostertunturi
Kostertunturi är en kulle i Finland. Den ligger i Savukoski i landskapet Lappland, i den norra delen av landet, 800 km norr om huvudstaden Helsingfors. Toppen på Kostertunturi är 442 meter över havet.
Terrängen runt Kostertunturi är platt åt sydost, men åt nordväst är den kuperad.Trakten runt Kostertunturi är nära nog obefolkad, med mindre än två invånare per kvadratkilometer. Det finns inga samhällen i närheten. 